# 大內兵衛
大内兵卫（日语：／ Ōuchi Hyōe，1888年8月29日—1980年5月1日），生于日本兵库县三原郡高田村，日本劳农派马克思主义经济学者，主攻财政学。曾任东京大学教授、法政大学校长、日本学士院会员等职。
大内兵卫之子大内力（东京大学教授、副校长）同样也是马克思主义经济学者。

## 早年
大内兵卫1888年8月29日生于日本兵库县三原郡高田村，先后就读于旧制洲本中学校、第五高等学校，后于1913年以东京帝国大学法科大学经济学科首席身份（专业成绩第一名）毕业，获得天皇赐予的银怀表。毕业后，曾在大藏省任书记官一职。1919年，随东京帝国大学开设经济学部，转任该学部助教授（副教授）。

## 学术生涯
1920年，东京大学助教授森户辰男在东京帝国大学经济学部主办的学术刊物《经济学研究》上发表了一篇介绍彼得·阿列克谢耶维奇·克鲁泡特金的无政府社会主义思想的文章。随后，森户受到右翼人士攻击并遭起诉，即。大内因当时担任《经济学研究》编辑也卷入该事件，被迫从东京帝国大学离职。次年，大内自费前往德国海德堡大学留学，并于1923年回到东京帝国大学，升为正教授。
1938年，大内兵卫卷入人民战线事件，被迫再度离开东京帝国大学。1944年，大内兵卫被判无罪。1945年日本投降后，重回东京大学任教，并于1947年成功以《财政学大纲》申请东京大学经济学博士学位。1950年-1959年期间，大内曾出任日本法政大学校长。1953年，成为日本统计学会会长。

## 政治活动
20世纪50年代以后，大内兵卫身为重要的劳农派马克思主义经济学者，成为日本社会党左派社会主义协会的重要理论家之一。大内门下的美浓部亮吉曾受到左派力量支持，长期担任东京都知事。另外，战后两名保守派首相吉田茂、鸠山一郎也曾邀请大内出任大藏大臣，但都被大内谢绝。
大内的政治观点倾向苏联，在著作中曾高度评价苏联的计划经济体制。在匈牙利十月事件发生后，大内持支持苏联的立场，曾表示“匈牙利政治上的训练（相比美国、英国、日本）低很多，因此不难认定匈牙利民众囿于自身狭隘的价值观、无法理解匈牙利的政治地位”、“匈牙利并不算进步的国家，换句话说民主并不发达。可能是过去是农业国的原因吧。”，对匈牙利起义的民众进行批判。

## 纪念
目前，东京大学经济学部设有“大内兵卫奖”，用于奖励毕业论文非常优秀的本科生。大内曾担任校长的日本法政大学，有以大内命名的“大内山庭园”，2019年新完成的校舍也以“大内山校舍”命名。